# 春夏秋冬 (漫畫)
《春夏秋冬》是藏王大志和影木榮貴的日本漫畫作品。最初於《百合姉妹》雜誌開始連載，同雜誌休刊後移籍至《Comic百合姬》上繼續連載。單行本全1卷。單行本的初回限定版附贈廣播劇CD、2007年的續篇於市面上開始販售。也是藏王大志與影木榮貴兩人首次創作的百合作品。

## 劇情簡介
在聖德雷西亞女子學院的舞台上，一同觀察夏姬和冬華、春香與秋保的戀愛模樣描寫。而同學院的教師、礼子×綾乃的高中校園時代也將緩緩道來。

## 登場人物
- 聲優為廣播劇CD版。

白木春香（聲優：田村由香里）
承認自己的胸部屬於貧乳 (AA-65) 女子、喜歡女生胸部的觸感的女子高中生。爭奪聖德雷西亞女子學院中1、2名人氣王的寶座。
秋保（聲優：新谷良子）
因為父親工作的關係而轉學進入這邊的女子高中生。轉學第一天、春香是第一個和她說話的人。另外她也喜歡春香、喜歡到非常嫉妒春香接觸其他女孩子的胸部。
松坂夏姬（聲優：川澄綾子）
喜歡對女性下手和性騷擾、別名「女狼（女オオカミ）」。和春香一同爭奪聖德雷西亞女子學院1、2名人氣王的寶座。小時候在家中遭到自己親生哥哥虐待與強姦未遂，從此以後、受男性恐懼症影響著。
高島冬華（聲優：能登麻美子）
受到以前男性朋友的強迫性交，造成並引發了男性恐懼症的加深、而轉學進入聖德雷西亞女子學院中的女子高中生。
禮子（聲優：川上倫子）
聖德雷西亞女子學院的畢業生、現在是同學院的保健醫生。也是學生煩惱咨詢室的負責老師。
槙原綾乃（聲優：那須惠）
聖德雷西亞女子學院的畢業生、現在是同學院的現代國語教師。同時也擔任夏姫與冬華的班主任。

## 出版書籍
限定版附錄迷你廣播劇，跟普通版同時發售。
| 集數 | 一迅社        | 一迅社                                                  | 青文出版社     | 青文出版社             |
| 集數 | 發售日期      | ISBN                                                    | 發售日期       | ISBN                   |
| ---- | ------------- | ------------------------------------------------------- | -------------- | ---------------------- |
| 全   | 2007年4月18日 | ISBN 978-4-7580-7011-9 ISBN 978-4-7580-7012-6（限定版） | 2010年12月20日 | ISBN 978-986-2-56547-6 |

## 廣播劇CD
之後限定版附贈廣播劇CD單獨進行販售，並添加續篇。
- 2007年7月18日發售、ISBN 978-4-7580-7016-4

## 註腳
1. ↑  國中2年級的時候，在一次因緣際會下錯抓了朋友（友香）的胸部，而受到強大的衝擊，之後便踏上了不歸路。
2. ↑  Erica Friedman. . okazu.yuricon.com. 2007-04-28  [2020-10-01]. （原始内容存档于2014-12-10） （英语）.
3. ↑  Erica Friedman. . okazu.yuricon.com. 2007-04-25  [2020-10-01]. （原始内容存档于2014-12-10） （英语）.
4. ↑  Erica Friedman. . okazu.yuricon.com. 2008-01-10  [2020-10-01]. （原始内容存档于2014-12-10） （英语）.